# Prinz Methusalem
Prinz Methusalem ist eine Komische Operette in drei Akten von Johann Strauss (Sohn). Buch von Victor Wilder und Alfred Delacour, bearbeitet von Karl Treumann. Die Uraufführung war am 3. Januar 1877 im Wiener Carltheater.

## Aufführungsgeschichte
Johann Strauss konzipierte seinen Prinz Methusalem ursprünglich bewusst für die Pariser Bühne. Nachdem 1875 die zweite Fassung seiner Operette Indigo und die vierzig Räuber in Paris mit großem Erfolg aufgeführt wurde und eine französische Fassung der Fledermaus bereits in Vorbereitung war, erhoffte er sich erstmals eine Uraufführung in der französischen Metropole. Es kam allerdings kein Vertrag zustande, so dass diese Operette schließlich anders als geplant am 3. Januar 1877 im Wiener Carltheater ihre Uraufführung erlebte. Dabei war der Komponist auch Dirigent bei der Uraufführung. Die Wiener Neue Freie Presse bemerkt sieben Tage nach der Uraufführung, dass Strauss’ neuste Operette „überall bedeutenden Erfolg erringen“ dürfte, „am meisten vielleicht in Paris, denn offenbar hat Strauss bei dieser Arbeit den französischen Geschmack im Auge gehabt (…) Einige der hübschesten Musikstücke (…) nähern sich mit Glück dem Style der französischen Opéra comique.“
Bewusst nimmt sich Johann Strauss für den Prinz Methusalem den Aufbau der Werke Jacques Offenbachs zum Vorbild. So sind dramaturgische und textliche Parallelen zwischen diesem Werk und der zehn Jahre zuvor uraufgeführten Großherzogin von Gerolstein nicht zu übersehen.
Um dem Geschmack des französischen Publikums auch textlich zu entsprechen, sollte eine französische Komödie von Jérôme Albert Victor van Wilder, der auch schon für die französische Bearbeitung von Indigo verantwortlich zeichnete, und Delacour als Libretto zum Prinz Methusalem dienen. Die Uraufführung in Paris vor Augen, begann Strauss zunächst damit, den französischen Originaltext zu vertonen. Als sich die Pläne einer Uraufführung in der Seine-Metropole allerdings nicht konkretisierten, ließ er sich das Textbuch von Matthias Karl Ludwig Treumann für Wien in deutscher Sprache einrichten. Treumann war ein ausgesprochener Kenner der Pariser Theaterszene und maßgeblich daran beteiligt, Jacques Offenbach von der Seine auch an die Donau zu holen. So ist er in seiner langen Karriere nicht nur als Schauspieler und Theaterdirektor hervorgetreten, sondern auch als Übersetzer und Bearbeiter zahlreicher Offenbach-Operetten, die er dem Wiener Lokalkolorit anglich und so wesentlich zu ihrem Erfolg in der Donaumetropole beitrug.
Kein Wunder also, dass er den satirisch-ironischen Stil, der in Paris an den so erfolgreichen Offenbachiaden bewundert wurde, auch in seinem Libretto zum Methusalem genau traf. Dies wurde von der zeitgenössischen Kritik gerade im Zusammenhang mit den „trefflich von ihm erdachten“ Texten zu einzelnen Couplets durchaus erkannt. Besonderen Erfolg konnte das Couplet des Königs Sigismund Das Tipferl auf dem I und Methusalems Generalslied aus dem dritten Akt der Operette für sich verbuchen, so dass das Publikum nach einem Bericht der Neuen Freien Presse vom 4. Januar 1877 noch während der Vorstellung „stürmisch nach Treumann“ rief. Das gesamte Textbuch jedoch stieß aufgrund seines französischen Ursprungs in einer Zeit zunehmender Vorurteile gegen den Nachbarn nach dem Deutsch-Französischen Krieg von 1870/71 auf nur wenig Gegenliebe bei den Kritikern. Für Treumann, der noch im Jahr der Uraufführung verstarb, sollte das Libretto zum Prinz Methusalem die letzte Theaterarbeit werden.
Obwohl von der Presse verrissen, ist die Grundsituation des Librettos eine bis heute gültige Staats- und Revolutionssatire, so wie wir sie etwa auch aus den frühen Shakespeare-Komödien oder Georg Büchners Leonce und Lena kennen, deren Atmosphäre sich unverkennbar in Treumanns Textbuch widerspiegelt.
Die Uraufführung dieser Offenbachiade galt vor allem als ein großer Erfolg für Johann Strauss, den Eduard Hanslick anlässlich der ersten Aufführung als „unwiderstehlichen ‚Rattenfänger’ von Wien“ bezeichnete und dessen „graziöse, lebensvolle Musik“ er in der Neuen Freien Presse lobte. Die satirische Zeitschrift Die Bombe bemerkte wenige Tage nach der Uraufführung zu Strauss’ Musik: „‚Prinz Methusalem’ weist in der That an sogenannten musikalischen Witzen eine reiche Fülle auf … Übrigens ist der Schlusswalzer von einer so hinreißenden Wirkung, dass ihn selbst die schärfsten Kritiker durch die gerümpfte Nase mitbrummen.“
Nach der Uraufführung erlebte Prinz Methusalem bis September 1881 im Carltheater 89 Vorstellungen. Darüber hinaus verbreitete sich das Werk rasch über die Bühnen der Welt: So war das Werk bereits 1878 in Berlin, dann 1880 in New York und schließlich 1883 in London und Melbourne erfolgreich zu sehen. Zumeist wurde das Buch für diese Produktionen neu bearbeitet. Die Legitimation für diese Eingriffe stammte vom Komponisten selbst: Schon nach der Uraufführung ermunterte Johann Strauss – angesichts des kritisch aufgenommenen Buches – seine Darsteller „das Stück neu zu gestalten“. Dieser Aufforderung zur Improvisation kamen die Wiener Sänger nur allzu gerne nach, wie ein Pressebericht anlässlich der 25. Aufführung belegt.
Und auch Strauss hat intensiv an seinem Methusalem weiterarbeiten wollen: Nur wenige Tage nach der Uraufführung in Wien ist er nach Paris aufgebrochen. Hierhin hatte er sich die Partitur seiner neusten Operette nachschicken lassen, um sich von Wilder und Delacour zu seiner Musik ein neues Buch schreiben zu lassen. Doch auch dieses Vorhaben scheiterte.
Ermutigt von diesem Ringen um ein endgültiges Buch für die erfolgreich aufgenommene Musik des Prinz Methusalem hat die Staatsoperette Dresden auf Grundlage der Kritischen Ausgabe, die in der Wiener Neuen Johann Strauss Edition eigens für die Dresdner Wiederaufführungen herausgegeben wurde, Originalbuch durch den Berliner Kabarettisten und Autoren Peter Ensikat behutsam bearbeiten und aktualisieren zu lassen. So kam es am 23. April 2010 an der Staatsoperette Dresden zur modernen szenischen Wiederaufführung in der Inszenierung von Adriana Altaras und unter der musikalischen Leitung von Ernst Theis.

## Inhalt
Die Operette spielt in dem phantastischen Fürstentum Trocadero und handelt von Thronstreitigkeiten und Revolutionen. Prinz Methusalem von Rikarak soll auf Betreiben Fürst Sigismunds von Trocadero aus politischen Gründen dessen Tochter Pulcinella heiraten. Die Auseinandersetzungen beider Länder sollen beendet werden. Nach der Hochzeit der beiden Liebenden erhält man aber bei Hofe die Nachricht, Herzog Cyprian, der Vater des Prinzen habe aufgrund einer Rebellion keine Macht mehr über sein Land. Sigismund und Pulcinella verlassen die Feier, doch Methusalem kommt nachts ins Schlafgemach seiner frisch angetrauten Frau und bleibt.
Die Rebellen bieten Fürst Sigismund die Regierungsgewalt über Rikarak an, was er auch annimmt. In der Zwischenzeit konnte jedoch Herzog Cyprian die Macht zurückgewinnen. Damit droht erneut Krieg. Mit einer List Pulcinellas wird Prinz Methusalem durch einen gefälschten Briefbefehl als Feldmarschall eingesetzt. Dieser denkt nicht an Krieg und arrangiert stattdessen ein Versöhnungsfest.

## Gestaltung

### Orchester
Die Orchesterbesetzung der Operette umfasst die folgenden Instrumente:
- Holzbläser: zwei Flöten (2. auch Piccolo), Oboe, zwei Klarinetten, Fagott
- Blechbläser: zwei Hörner, Trompete, drei Posaunen
- Pauken, Schlagzeug: große Trommel, Becken, kleine Trommel, Triangel, Glocke
- Streicher
- Bühnenmusik: Horn, Trompete, Posaune, Bombardons, Glocke in B

### Musiknummern
Die Musiknummern erlangten rasch Beliebtheit und so werden heute noch die Polka Das Tipferl auf dem i, das Generalslied und O schöner Mai der Liebelei gesungen, vor allem deshalb, weil Strauss sie in die Walzerfolge O schöner Mai! op. 375 einbaute. Im Einzelnen enthält die Partitur folgende Musiknummern:
- Nr. 1 Introduktion und Chor: „Hoch das junge Paar“
- Nr. 2 Chor und Lied: „Das Geld ganz alleine“ – „Einst wollte ich als Wunderkind“
- Nr. 3 Lied: „Ach Papa die schönen Kleider“
- Nr. 4 Chor, Ensemble und Couplets: „Der ganze Hof versammelt sich“ – „Ich danke sehr“ – „Mein Vater hat mir gestern streng befohlen“
- Nr. 5 Duett: „Zum ersten Mal mit dir allein“
- Nr. 6 Ensemble: „Ihr lieben Zecher“
- Nr. 7 Finale I
- Nr. 8 Chor: „Steuerzahler, euer Geld“
- Nr. 9 Quintett: „Ich wollte immer…“
- Nr. 10 Duett: „Holde Nacht verweile“
- Nr. 11 Romanze: „Wie sollte ich ihm widerstehen“
- Nr. 12 Couplet: „Das Tüpferl auf dem i“
- Nr. 13 Finale II: „Revolution im Lande“
- Nr. 14 Soldatenchor: „Soldaten begehen Heldentaten“
- Nr. 15 Couplet und Chor: „Der Künstler, der die Freiheit liebt“
- Nr. 16 Duett: „Leute hört die Sensationsgeschichte“
- Nr. 17 Duett und Chor: „Volkes Wille soll geschehen“
- Nr. 18 Generalslied: „Ich werd General“
- Nr. 19 Walzerduett: „O du mein Freudenstrahl“
- Nr. 20 Finale III: „Hoch Cyprian“

## Musikalische Weiterverwendung
Nach Motiven aus dieser Operette entstanden dann eigenständige Werke des Komponisten die in seinem Werkverzeichnis mit den Opus-Zahlen 375 bis 379 gekennzeichnet sind. Dabei handelt es sich um folgende Werke:
- O schöner Mai!, Walzer, Opus 375
- Methusalem-Quadrille, Opus 376
- I-Tipferl-Polka, Polka francaise, Opus 377
- Banditen-Galopp, Polka schnell, Opus 378
- Kriegers Liebchen, Polka Mazurka, Opus 379

## Tonträger
- Prinz Methusalem, Einspielung der Staatsoperette Dresden mit Frank Ernst, Jessica Glatte, Herbert Adami, u. v. a. Es sangen und spielten der Chor und das Orchester der Staatsoperette Dresden unter der Leitung von Ernst Theis. Die CD wurde 2012 vom Label CPO veröffentlicht.